# Five (album Shinee)
FIVE – piąty japoński album studyjny południowokoreańskiej grupy SHINee, wydany 22 lutego 2017 roku. Został wydany w trzech wersjach: regularnej i dwóch limitowanych (DVD i Blu-ray). Album był promowany przez dwa wcześniej wydane single: Kimi no sei de i Winter Wonderland, a także utwór Get The Treasure. Album osiągnął 3 pozycję w rankingu Oricon i pozostał na liście przez 11 tygodni, sprzedał się w nakładzie 76 867 egzemplarzy.
28 stycznia 2017 roku rozpoczęła się promująca płytę trasa koncertowa SHINee WORLD 2017 ~FIVE~ i zakończyła 30 kwietnia.
Było to ostatnie wydawnictwo z Jonghyunem jako członkiem zespołu przed jego śmiercią 18 grudnia 2017 roku.

## Lista utworów
| CD  |                                    |                                  |                                                                               |      |
| Nr  | Tytuł                              | Słowa                            | Muzyka                                                                        | Czas |
| 1.  | "Gentleman"                        | Junji Ishiwatari                 | Andreas Öberg, Ninos Hanna, Saaed Molavi, Nadir Benkhala                      | 2:51 |
| 2.  | "Mr.Right Guy"                     | Hidenori Tanaka (agehasprings)   | Lasse Lindorff, Martin Larsson, Lemar Obika                                   | 3:21 |
| 3.  | "ABOAB"                            | Sara Sakurai                     | Chris Meyer, Stephan Elfgren                                                  | 3:46 |
| 4.  | "Kimi no sei de" (jap. 君のせいで) | Junji Ishiwatari                 | Chris Meyer, Funk Uchino, Toshiya Hosokawa                                    | 4:16 |
| 5.  | "Do Me Right"                      | Sara Sakurai                     | Janne Hyöty, Figge Boström, Takayuki Kojima (Takarot)                         | 3:43 |
| 6.  | "Become Undone"                    | Sara Sakurai                     | Santiago Rodriguez, Nait Masuku, Dan Leary, Martin Wiik                       | 3:17 |
| 7.  | "Get The Treasure"                 | Natsumi Kobayashi, Jeff Miyahara | Ilanguaq Lumholt, Joe J. Lee (Kairos), Darren Smith, Marcus Winther-John      | 3:43 |
| 8.  | "1 of 1" (Japanese Ver.)           | Sara Sakurai                     | Mike Daley, Mitchell Owens, Michael Jiminez, Tay Jasper, Paul Thompson (MZMC) | 3:26 |
| 9.  | "Nothing To Lose"                  | Junji Ishiwatari                 | Kevin Charge, Peter Boyes, Chris Meyer                                        | 3:03 |
| 10. | "Melody"                           | Amon Hayashi                     | Didrik Thott, Peter Boyes, Josef Melin                                        | 4:14 |
| 11. | "Winter Wonderland"                | Hidenori Tanaka                  | Erik Lidbom, Takayuki Kojima (Takarot)                                        | 4:08 |
| 12. | "Diamond Sky"                      | Junji Ishiwatari                 | Steven Lee, Magnus Funemyr                                                    | 4:12 |

## Notowania
| Lista                            | Pozycja |
| -------------------------------- | ------- |
| Oricon Weekly Albums Chart       | 3       |
| Oricon Monthly Albums Chart      | 4       |
| Billboard Japan Top Albums Sales | 3       |
| Billboard Japan Hot Albums       | 3       |